# Вольховский, Сергей Андреевич
Сергей Андреевич Вольховский (род. 12 мая 1962 год, Москва) — мастер спорта России международного класса, заслуженный тренер России, почётный гражданин города Протвино. Действующий тренер клуба "Надежда" г. Протвино и директор СОШ 2.

## Биография
Сергей Вольховский родился 12 мая 1962 года в Москве. В 1979 году окончил обучение в средней школе № 3 города Протвино. Занимался борьбой самбо у Виктора Минаева.
Работал токарем, а с 1980 по 1982 год проходил срочную службу. Получил высшее образование в Государственном центральном институте физической культуры в Москве. В 1986 году стал работать тренером-преподавателем по борьбе самбо в спортивной школе города Протвино. После автомобильной аварии в 1996 году получил инвалидность и стал работать с людьми с ограниченными возможностями — преподавать армспорт. В 2003 году стал призёром чемпионатов Европы и России, был призёром чемпионатов России с 2004 по 2006 год и призёром чемпионатов Европы в 2006—2007 годах.
В 2005 году получил звание мастера спорта России международного класса и звание заслуженного тренера России. В 2005 году стал работать в муниципальном учреждении — физкультурно-оздоровительном клубе инвалидов «Надежда» в городе Протвино. Там он занимает должность директора и работает тренером-преподавателем. Стипендиат премии губернатора Московской области. Тренер и депутат муниципального собрания.
Сергей Вольховский — первый тренер десятикратного чемпиона мира Руслана Мамедова и четырёхкратного чемпиона мира Романа Кругликова. У него занимался мастер спорта России международного класса, четырёхкратный чемпион мира Андрей Никулин, чемпионка мира 2014 года Татьяна Килякова, двукратный чемпион мира Степан Полянский.

## Награды и звания
- Знак Губернатора Московской области «Благодарю» (2009 год)[1]
- Знак «Во славу спорта» (2010 год)[1]
- Знак «За труды и усердие» (2011 год)[1]
- Знак отличия «За заслуги перед городом Протвино»[1]
- Почетный гражданин города Протвино (2012 год)[1]
- Отличник физической культуры и спорта[1]